# Psammogorgia simplex
Psammogorgia simplex är en korallart som beskrevs av Nutting 1909. Psammogorgia simplex ingår i släktet Psammogorgia och familjen Plexauridae. Inga underarter finns listade i Catalogue of Life.